# 陳尚文 (1897年)
陳周（1897年12月22日—1969年12月1日），字尚文，以字行，嘉義縣朴子市人，台灣工程師及政治人物，中國國民黨籍，曾任臺灣省政府建設廳（今經濟部工商輔導中心）廳長，創辦新竹玻璃公司，為首任董事長。

## 生平
其家庭為嘉義望族。
畢業於台灣總督府民政學部附屬工業講習所（今台北科技大學前身）。至日本本土求學，於日本東京工業大學電氣化學科，取得學士。回台灣後，由1923年至1932年間，任台灣總督府工業研究所研究員。
1932年經日本赴中國，進入西北實業公司，任廠長，獲得閻錫山的器重。1937年，中日間正式宣戰，展開抗日戰爭。陳尚文隨部隊後撤至四川。1940年，任中國四川省工業試驗所所長。
1945年，日本投降，結束第二次世界大戰，中華民國接收台灣。1945年，陳尚文回到台灣，任中國國民黨臺灣省黨部工礦勞工運動委員會委員長。1946年任台灣省工業研究所技正。
1950年，任台灣省政府建設廳廳長。同年，出任國民黨臺灣工礦黨部改造委員，主管國民黨臺灣工礦黨部。
1953年卸任建設廳廳長。1954年任台灣省政府委員會委員。
受經濟部長尹仲容委託，1954年，陳尚文創立新竹玻璃公司，任首任董事長兼任竹東廠廠長。1969年12月卸任董事長。
1966年，任中國玻璃工業研究所董事長。直到1969年過世。

## 家庭
其妻呂錦花。有子陳蜀龍。